# Bernasconi
Bernasconi es la localidad cabecera del departamento Hucal, provincia de La Pampa, Argentina. Su zona rural se extiende también sobre el departamento Caleu Caleu.

## Historia
Como muchos pueblos de La Pampa, Bernasconi surgió luego de la Campaña del Desierto al mando de Julio Argentino Roca en 1879. Sin embargo, Bernasconi fue la primera población civil del territorio, ya que Victorica (1882) y General Acha (1882) fueron en sus inicios asentamientos militares. Se toma como fecha de su fundación el 16 de marzo de 1888. 
La localidad creció con la llegada del Ferrocarril de Buenos Aires al Pacífico, cuyo ramal Nueva Roma-Bernasconi se inauguró el 29 de enero de 1891. Desde la nacionalización en 1948, el tramo pasó a ser del Ferrocarril Roca, con cabecera en Toay y que en La Pampa se extiende hasta Jacinto Arauz.
Bernasconi creció a un ritmo vertiginoso, llegando a tener alrededor de 3000 habitantes (7000 contabilizando los radicados en su zona rural) en los '60, tiempos en que la actividad comercial se acentuó en detrimento de la agricolo-ganadera. En los '80, con el quiebre de la Cooperativa El Progreso, la primera fundada en La Pampa, la población de Bernasconi comenzó a decrecer hasta estabilizarse alrededor del 2000.
El censo nacional 2022 arrojó 1780 habitantes y 1052 viviendas.

## Escudo
Su autora es Patricia Lorena Tschrister y fue puesto en vigencia por la Ordenanza N.º 1 del 25 de febrero de 1988 con motivo del centenario de la localidad.
Tiene forma de escudo español de la segunda mitad del siglo XVIII, bordura terciada en faja de azur celeste y plata. Trae en campo único de plata en la faja del jefe silos de plata forro de sable y cuatro espigas de trigo de oro verticales foliadas de sinople a la diestra, dos vacunos pasantes uno de plata y uno de sable sobre una isla de sable disminuido de plata y nubes de plata forro de azur celeste, a la siniestra. En el medio un lema toponímico de letras de fantasía de su color. En la faja de la punta un edificio moderno de oro, detalles de sable puerta doble de su color con un árbol foliado de sinople y tronco de su color a la diestra. La bordura del escudo con los colores argentinos indican su pertenencia a la nación. El silo y las espigas de trigo y los vacunos simbolizan sus riquezas agropecuarias. El edificio comunal que es una construcción tradicional y signo de la organización administrativa.

## Toponimia
En 1878, el Estado dividió tierras en el "desierto" y entregó a Don Ernesto Tornquist los lotes que en 1884 compró Alfonso Bernasconi. En 1888 Alfonso Bernasconi, viendo que algunas familias se habían radicado en sus tierras, decide fundar una localidad. De ahí deriva el nombre de la localidad.

## Geografía
En 1895 se designa a Bernasconi cabecera del departamento Hucal que aún conserva. La ruta de acceso es la RN 35. Tiene 883 viviendas, y 1.781 hab. Por las características de su vegetación, Bernasconi se halla en el límite entre las regiones fitogeográficas de la estepa y el bosque.
El bosque de caldén se integra con caldén, algarrobo y sombra de toro. Los árboles más bajos son el piquillin, llaollin, piquillín de víbora, el molle negro, la chilladora y los renuevos de caldén. El pajonal se integra fundamentalmente con paja vizcachera, paja blanca y flechilla negra.

## Clima
Posee un clima continental semiárido y las precipitaciones promedian aproximadamente 670 mm. por año. Como en todo el territorio provincial, el régimen térmico se caracteriza por la manifiesta amplitud anual en las temperaturas (diferencia entre el mes más cálido y el más frío). La temperatura media anual es de unos 15 Cº. El periodo medio libre de heladas se establece entre 180 y 185 días. La humedad relativa ambiente presenta un valor promedio anual del 55 % siendo las estaciones más húmedas el invierno y otoño (65 % y 58 % respectivamente). La velocidad de viento promedio anual es de 11 km/h con direcciones prevalecientes del NNE y SSO.

## Instituciones
La Escuela No 15 "José Hernández" fue una de las más antiguas del territorio. En 1895 se estableció el Juzgado de Paz y Registro Civil. También en los primeros años se instaló la comisaría, aunque como Municipio, Bernasconi recién fue establecido en 1923. La Iglesia católica fundó la Parroquia San José y existió desde principios de siglo una Asociación Israelita. En cuanto a organismos públicos, desde el comienzo estuvo el Correo, después se fundó el Banco de la Nación Argentina y mucho más tarde el Banco de La Pampa. Hacia 1896, se estableció el primer farmacéutico hasta que fue fundado el actual Centro Asistencial "Doctor Rogelio Amicarelli". En 1958 se constituyó la Biblioteca Mariano Moreno, de la cual surgió en 1960, el instituto secundario de igual nombre. El pueblo cuenta con un Hogar de Ancianos y el Club Unión Deportiva Bernasconi. La Cooperativa Limitada de Servicios y Obras Públicas suministra los servicios de electricidad, agua potable, servicio de televisión por cable e internet.

## Festividades
Fiesta del Piquillín
Es la fiesta tradicional de la localidad y se comenzó a celebrar en los '80. Se efectúa en marzo y coincide con el aniversario de la localidad. Es organizada por la Comisión de Cultura dependiente del gobierno municipal. En ella se dan cita artesanos locales y regionales y cantantes folclóricos de renombre regional y nacional.
Fiesta de los Alemanes
Se lleva a cabo anualmente en octubre y coincide con las Fiestas de la Cerveza que se llevan a cabo en Villa General Belgrano en Córdoba y en Blumenau en Brasil. Es organizada por la Comisión de Descendientes de Alemanes y generalmente consiste en un despliegue de bailes típicos de la colectividad y degustación de platos artesanales elaborados de forma casera por los descendientes de alemanes del Volga de la región.